# Akolouthos
Akolouthos era il titolo del comandante della Guardia variaga dell'impero bizantino. Esso veniva designato dall'Imperatore, al quale giurava fedeltà assoluta, e nella catena del comando di questo corpo pretoriano era secondo solamente al Basileòs. Col tempo l'Akolouthos assunse a Costantinopoli le funzioni che, nell'antico Impero Romano, erano state del Prefetto del Pretorio quando allora la sicurezza della persona dell'Imperatore era affidata al corpo dei Pretoriani.